# Добжинець
Добжинець (пол. Dobrzyniec) — село в Польщі, у гміні Колбель Отвоцького повіту Мазовецького воєводства.
Населення — 246 осіб (2011).
У 1975-1998 роках село належало до Седлецького воєводства.

## Демографія
Демографічна структура станом на 31 березня 2011 року:
|          | Загалом | Допрацездатний вік | Працездатний вік | Постпрацездатний вік |
| -------- | ------- | ------------------ | ---------------- | -------------------- |
| Чоловіки | 132     | 34                 | 88               | 10                   |
| Жінки    | 114     | 19                 | 68               | 27                   |
| Разом    | 246     | 53                 | 156              | 37                   |